# メヒティルト (小惑星)
メヒティルト (873 Mechthild) は小惑星帯に位置する小惑星である。ハイデルベルクのケーニッヒシュトゥール天文台でマックス・ヴォルフによって発見された。
13世紀ドイツの神秘主義者メヒティルト・フォン・マクデブルク (Mechthild von Magdeburg) にちなんで命名された。